# Omalodes foveola
Omalodes foveola är en skalbaggsart som beskrevs av Wilhelm Ferdinand Erichson 1834. Omalodes foveola ingår i släktet Omalodes och familjen stumpbaggar.

## Underarter
Arten delas in i följande underarter:
- O. f. foveola
- O. f. brasilianus